# Jaroslav Beneš
Jaroslav Beneš (ur. 6 kwietnia 1892 r. w Pradze, zm. 24 czerwca 1963 r. tamże) – czeski ksiądz katolicki, teolog i filozof.

## Życiorys
Ukończył gimnazjum na praskich Vinohradach, a następnie filozofię i teologię w Pradze i Rzymie. W 1925 r. został doktorem filozofii, w 1926 r. doktorem teologii, w 1927 r. docentem, zaś w 1929 r. profesorem filozofii chrześcijańskiej. Wykładał filozofię neoscholastyczną na wydziale teologicznym Uniwersytetu Karola, koncentrując się na badaniach nad dziełami św. Tomasza z Akwinu i Kartezjusza. Był kanonikiem kapituły kolegiackiej Wszystkich Świętych na praskim Zamku, po II wojnie światowej był jednym z kandydatów na urząd arcybiskupa Pragi. Pod koniec życia mieszkał i pracował w parafii na Vinohradach. Został pochowany na tamtejszym cmentarzu.